# Limnodrilus angustipenis
Limnodrilus angustipenis är en ringmaskart som beskrevs av Brinkhurst och Cook 1966. Limnodrilus angustipenis ingår i släktet Limnodrilus och familjen glattmaskar. Inga underarter finns listade i Catalogue of Life.